# Tipula (Eumicrotipula) asaroton
Tipula (Eumicrotipula) asaroton is een tweevleugelige uit de familie langpootmuggen (Tipulidae). De soort komt voor in het Neotropisch gebied.